# 이경화 (체조 선수)
이경화(1988년 6월 3일 ~ )는 대한민국의 전직 리듬 체조 선수이자 뮤지컬 배우이다. 리듬 체조 선수 은퇴 이후에 뮤지컬 배우로 전향했다.

## 수상
- 2008년 제89회 전국체육대회 리듬체조 1위
- 2010년 제23회 회장기 전국리듬체조대회 대학부 개인종합 2위

## 같이 보기
- 신수지
- 손연재
- 김윤희
- 이다애
- 천송이